# Diversidoris aurantionodulosa
Diversidoris aurantionodulosa Rudman, 1987 è un mollusco nudibranchio della famiglia Chromodorididae.